# قاي دوبويس
قاي دوبويس هو لاعب هوكي الجليد سويسري، ولد في 14 يناير 1950 في سويسرا.

## وصلات خارجية
- قاي دوبويس على موقع EliteProspects.com (الإنجليزية)
- قاي دوبويس على موقع أوليمبيديا (الإنجليزية)